# Onze-Lieve-Vrouwe-ter-Noodkapel (Tilburg)
Onze-Lieve-Vrouwe-ter-Noodkapel is een kapel in de Nederlandse plaats Tilburg en als geheel een oorlogsmonument.

## Achtergrond
Enkele dagen voor de bevrijding nam een aantal katholieken in Tilburg het initiatief voor de oprichting van een kapel ter ere van Maria en ter nagedachtenis van in de Tweede Wereldoorlog omgekomen Tilburgers. De Tilburgse architect Jos Schijvens verbouwde na de oorlog een gebouw aan de Zomerstraat tot tijdelijke kapel. De naam van de kapel verwijst naar Onze-Lieve-Vrouwe ter Nood, een van de titels van Maria. Frans Mandos maakte een muurschildering voor de kapel en zijn broer Kees Mandos kalligrafeerde een boek met de namen van alle Tilburgse oorlogsslachtoffers. 
In 1964 werd de tijdelijke kapel vervangen door een definitief gebouw aan de Kapelhof, ontworpen door Schijvens, die aan de binnen- en buitenkant werd bekleed met wit, Italiaans marmer. In het gebouwtje zijn glas-in-betonramen van Daan Wildschut aangebracht. Het boek (tegenwoordig een kopie) werd overgebracht naar de nieuwe kapel, elke dag wordt er een bladzijde omgeslagen. In de kapel staat ook een 15e-eeuws Mariabeeld. Het gebouwtje werd ingewijd door monseigneur Bekkers. 
Een opschrift op de wand luidt:

IN HET NAJAAR VAN 1944,
TOEN TILBURG IN ANGST WACHTTE OP DE BEVRIJDING,
WERD DEZE KAPEL AAN MARIA TOEGEZEGD.

TEMIDDEN VAN EEN ZICH VERNIEUWENDE STAD
WERD ZIJ IN 1964 OPGERICHT
EN OP 7 JUNI VAN DAT JAAR
DOOR MGR. BEKKERS INGEZEGEND.

## Fotogalerij

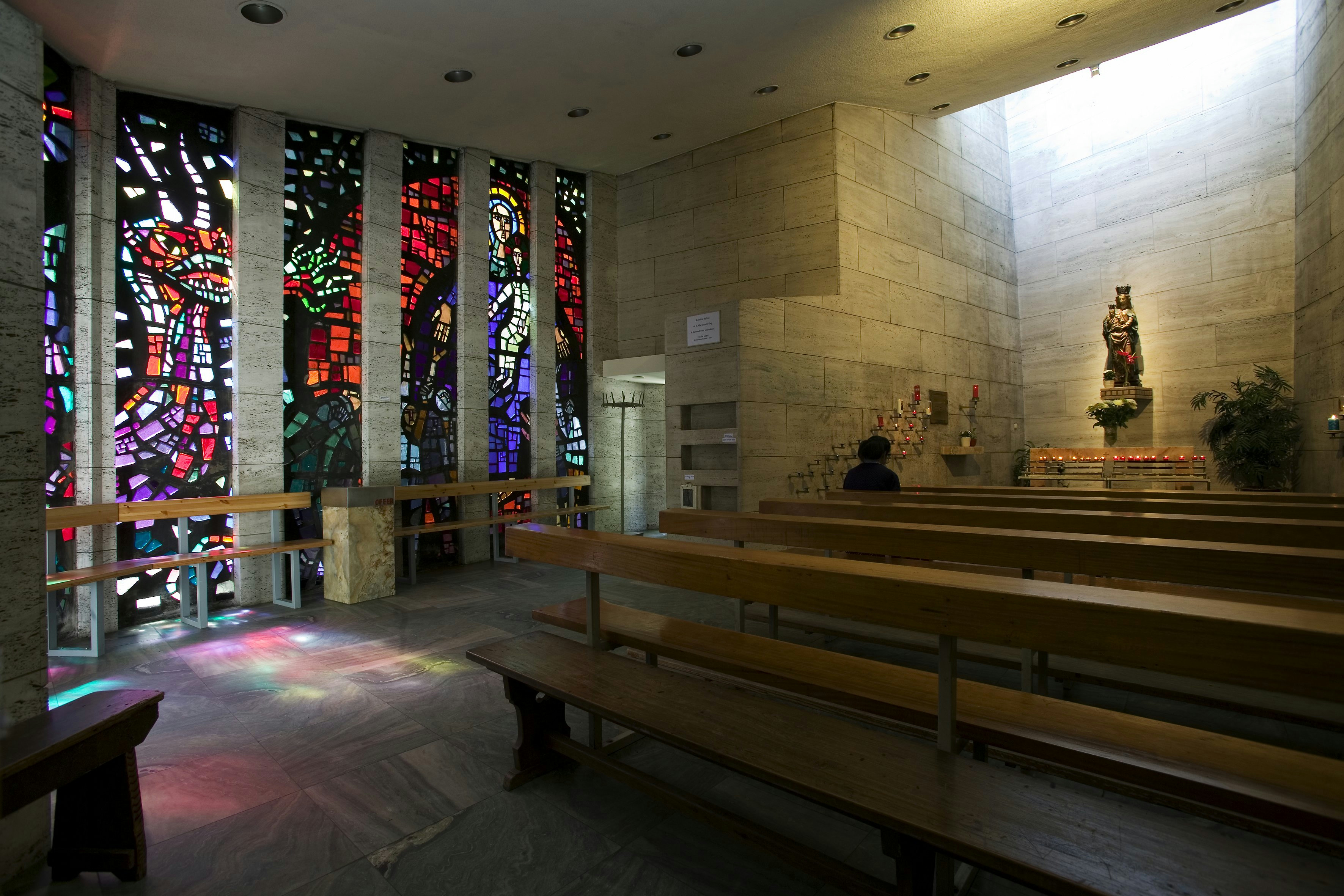
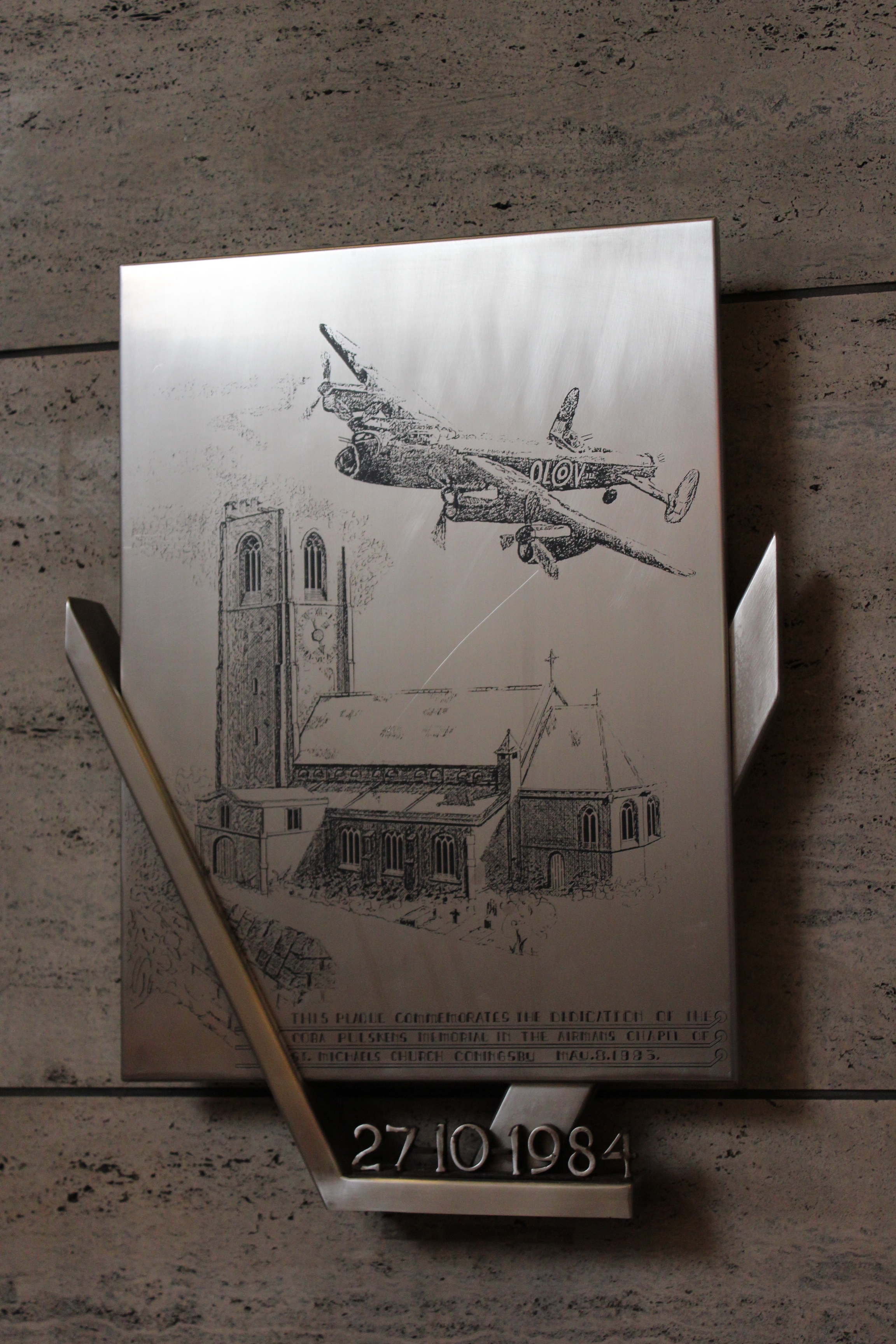
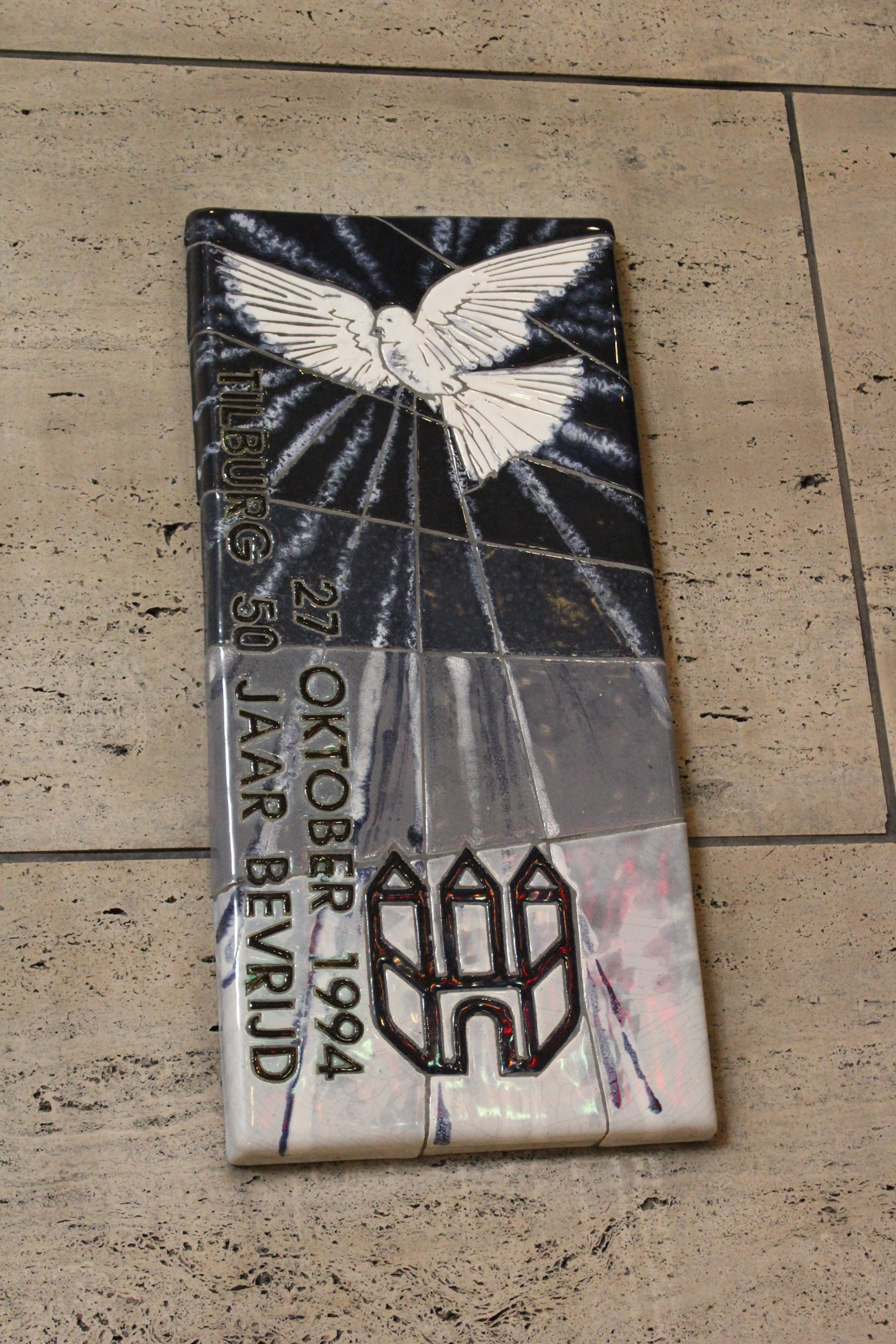
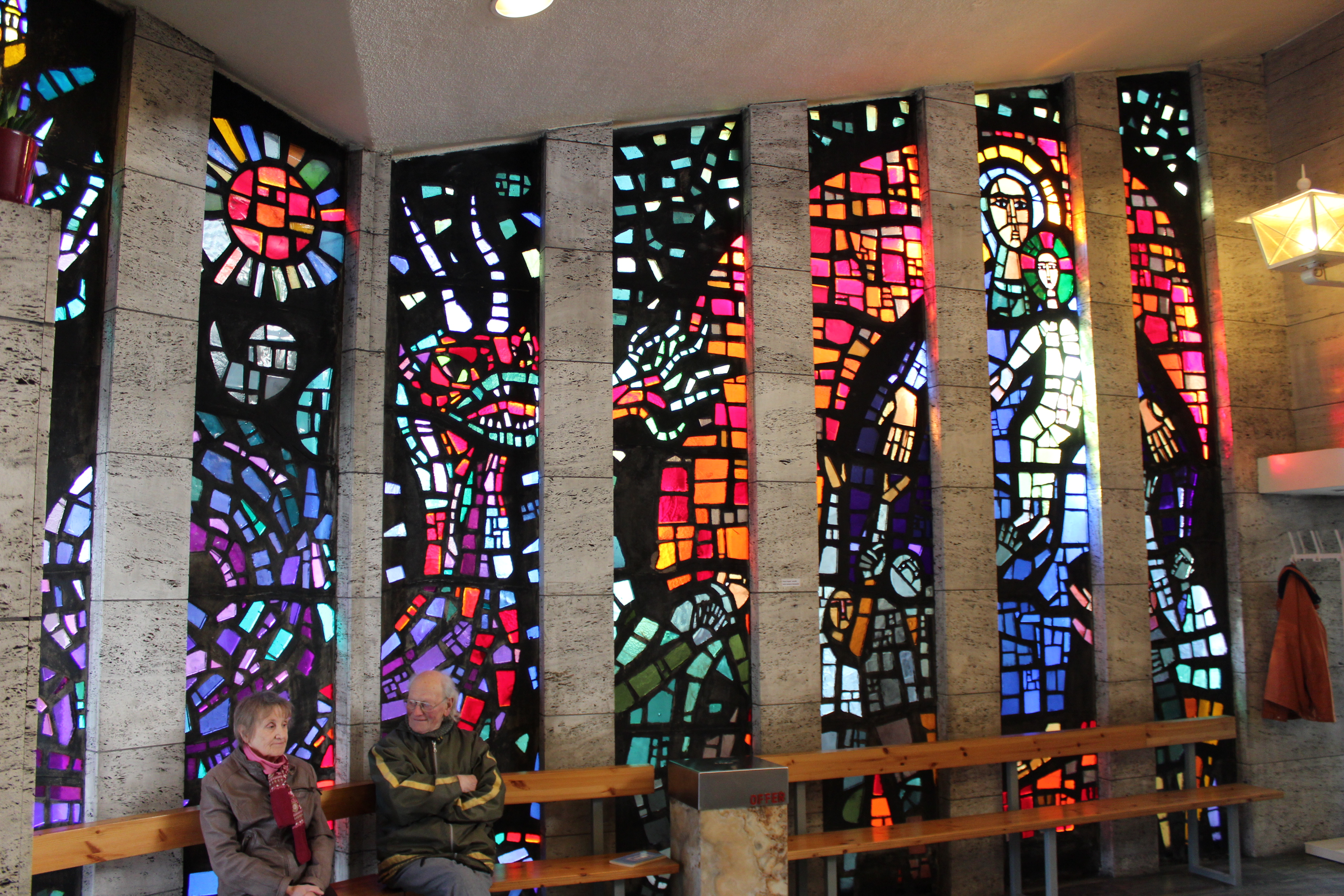

## Waardering
In 2013 werd de kapel opgenomen in het Beschermingsprogramma Wederopbouw 1959-1965 en in 2015 als rijksmonument ingeschreven in het monumentenregister.